# ضماد إطباقي
الضماد الإطباقي هو ضماد طبي ضد الصدمات أو الفجوات الهوائية والمائية، ويستخدم في الإسعافات الأولية. تتم صناعة هذه الضمادات بطبقة شمعية لتوفير سد تام، ولهذا السبب لا يوجد بها خصائص ماصة لوسائد الشاش. عادة يتم استخدامها لعلاج جروح الصدر المفتوحة (استرواح الصدر المفتوح) لتخفيف أو منع من استرواح الصدر الضاغط أو استرواح الصدر من التوتر. يتم استخدامها أيضا بالدمج مع ضمادة معقمة ورطبة لاسئصال الأمعاء.
توجد الضمادات الإطباقية بعدة أشكال مختلفة تتضمن شاش الفازلين، الذي يلتصق بالجلد المحيط بالجرح باتسخدام الفازلين.
يمكن استخدامها أيضا لتزيد من اختراق وامتصاص الأدوية المطبقة مثل المراهم والكريمات، بالإضافة إلى ذلك، يمكن استخدامها كجزء من اختبارات السمية الحادة للجسم الحي لتهيج وتحسس لجلد.
يتم حلق رأس الحيوان الذي سيتم اختباره ويتم تطبيق مادة الاختبار على الجلد ملفوفة في مادة مسدودة، ثم يتم كشف الجلد بعد 23 ساعة ويتم إجراء التقييم للاحمرار، تتم إعادة هذا التقييم بعد 48 ساعة.
في حال فقدان ظفر الاصبع أو ظفر الإبهام يمكن تغطية هذا الواقعة فوق الظفر يهذا النوع من الضمادات لتكون داعمة، هذا يساعد على منع البشرة من الاندماج مع الاظفر المكشوف، بمعنى اخر، يمكن ان يمنع هذا الاندماج إعادة نمو الاظفر.